# Rubi Rose
Rubi Rose Benton (n. 2 octombrie 1997, Kentucky, SUA) este o cântăreață, rapper, compozitoare și model american.

## Biografie
Rubi Rose Benton s-a născut și a crescut în Lexington, Kentucky, din părinți eritreeni. Tatăl ei este mixt fiind parțial japonez. A locuit un an în Geneva, Elveția. S-a mutat în Atlanta, Georgia, în anul de liceu. Rose a fost educată ca mormon. A studiat politică la Georgia State University.

## Cariera
Rose a câștigat faimă ca model principal al videoclipului muzical al grupului de hip-hop Migos pentru single-ul „Bad and Boujee”. În această perioadă, a început să apară în mod regulat într-un flux Twitch cu DJ Akademiks, comentator hip hop de pe coasta de est. Rose a început să-și lanseze propria muzică în 2019 cu single-ul ei „Big Mouth”. Rose a făcut o apariție cameo în videoclipul muzical al rapperului american Cardi B pentru single-ul ei „WAP”, care a fost lansat pe 7 august 2020. În 2019, ea a semnat cu casa de discuri LA Reid Hitco Entertainment.
Pe 25 decembrie 2020, Rose a lansat primul său mixtape oficial, For the Streets, cu apariții de la Future și PartyNextDoor.
1. ↑  Rubi Rose, Babesdirectory